# イアン・グリフィス
イアン・グリフィス（Ian Griffiths、1960年4月11日-）は、イングランド出身の元サッカー選手。マツダSC時代の登録名はイアン。

## 来歴
トレンメア・ローヴァーズFC下部組織出身。トップチームでプロデビュー、その後ロッチデールと渡り歩き、トライアルを経て1984年10月にポート・ヴェイルへ入団。ポートヴェイルでのデビュー戦は1984年12月7日FAカップ2回戦対スカンソープ・ユナイテッドFC戦。その後は怪我に苦しみ、1985年に膝靭帯断裂してしまい同シーズン終了後退団。
ウィガン・アスレティックFCでプレーしていたところ、ビル・フォルケスの目に留まり、当時JSL2部所属のマツダSCへ入団。前川和也、松田浩、信藤健仁、風間八宏、高橋真一郎らとプレーした。
1990年に退団しウィガンに復帰後、1992年ウェールズのレクサムで現役引退。